# Ondřej Hübl

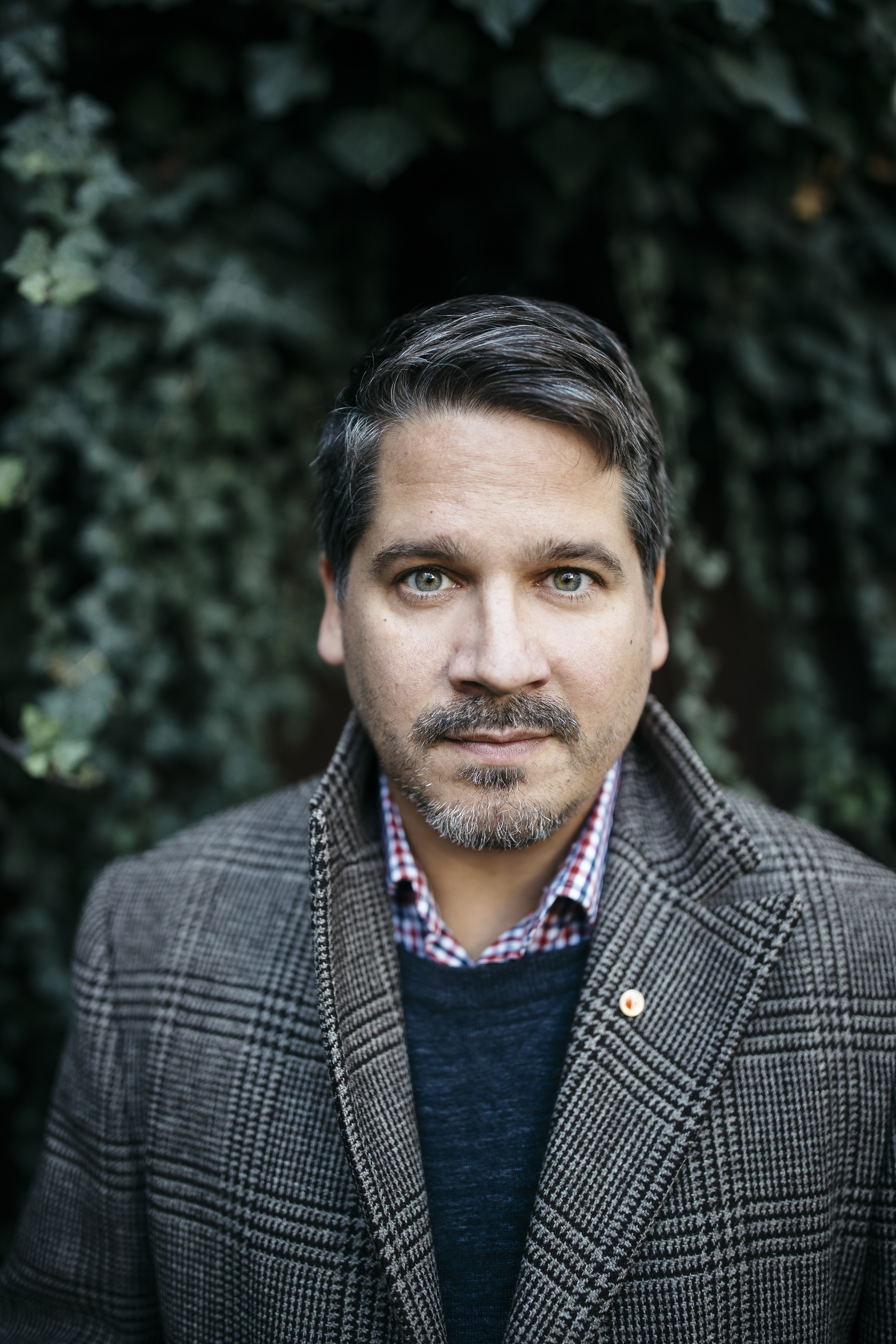
Ondřej Hübl

Ondřej Hübl (* 21. srpna 1976 Valtice) je český textař, scenárista a spisovatel.
Vystudoval gymnázium v Trutnově. Od devatenácti let žije v Praze. Pracuje v reklamním průmyslu, tvoří např. reklamy pro mobilní operátory. S režisérem Miroslavem Krobotem napsal televizní seriál Zkáza Dejvického divadla. V roce 2018 mu vyšla debutová sbírka povídek Hod mrtvou labutí. V roce 2022 vydal svůj první román Opona, který psal původně jako scénář pro režiséra Jiřího Stracha.

## Dílo
- Hod mrtvou labutí, 2018 ISBN 978-80-7227-409-3
- Elév, 2020 – povídka v knize Krvavý Bronx
- Opona, 2022